# Slice (film, 2009)
Pour les articles homonymes, voir Slice.
Pour plus de détails, voir Fiche technique et Distribution.
Slice (เฉือน, Cheun) est un film thaïlandais réalisé par Kongkiat Khomsiri, sorti le 22 octobre 2009 en Thaïlande.

## Synopsis
Un tueur en série sévit à Bangkok ; ses victimes sont retrouvées, découpées en morceaux, dans des valises rouges. La police est impuissante. L'inspecteur Chin, sous pression, fait appel à Taï, un ex-tueur à gage, pour retrouver rapidement le criminel...

## Fiche technique
- Titre : Slice
- Titre original : เฉือน (Cheun)
- Réalisation : Kongkiat Khomsiri
- Scénario : Kongkiat Khomsiri, Wisit Sasanatieng[3]
- Musique : Erik Lindestad, Li Stanley et Wild at Heart
- Photographie : Thanachart Boonla
- Montage : Sunij Asavinikul
- Production : Kiatkamon Iamphungporn
- Société de production : Five Star Production
- Société de distribution : Wild Side Films (France)
- Licencié en France ; interdit aux moins de 12 ans.
- Format : 35 mm
- Langue : Thaï
- Pays :  Thaïlande
- Genre : Action, policier, drame, horreur, science-fiction et thriller
- Durée : 99 minutes
- Dates de sortie : 
  -  Thaïlande : 22 octobre 2009
  -  France : 2011 (DVD)[4]

## Distribution
- Chatchai Plengpanich : Chin, inspecteur de police
- Arak Amornsupasiri : Taï, ex-tueur à gage
- Jessica Pasaphan : Noï, copine de Taï
- ศิครินทร์ ผลยงค์ : Taï, enfant
- Atthaphan Phunsawat : Nat, enfant
- Sonthaya Chitmanee : จ่าแหลม